# William Atherton
Pour les articles homonymes, voir Atherton.
William Atherton Knight II, dit William Atherton, est un acteur américain, né le 30 juillet 1947 à Orange, dans le Connecticut.

## Biographie
Outre sa carrière au cinéma, William Atherton a également eu plusieurs rôles à la télévision, en jouant notamment dans des séries telles que La Cinquième Dimension, Arabesque, Equalizer, New York, police judiciaire, Life, Nash Bridges, Lost : Les Disparus, Stargate SG-1 et Monk.
Au cinéma, il joue le rôle du Professeur Jerry Hathaway dans Profession : Génie et il tient le rôle du journaliste Richard Thornburg dans Piège de cristal et 58 minutes pour vivre. 
Il double également le personnage de Walter Peck, qu'il a interprété dans SOS Fantômes, dans le jeu vidéo du même nom, développé par Atari et sorti en 2009 sur toutes les consoles de l'époque.

## Filmographie

### Cinéma
- 1972 : Les flics ne dorment pas la nuit (The New Centurions) de Richard Fleischer : Johnson
- 1973 : Class of '44 (en) de Paul Bogart : Fraternity President
- 1974 : Sugarland Express (The Sugarland Express) : Clovis Michael Poplin
- 1975 : Le Jour du fléau (The Day of the Locust) : Tod Hackett
- 1975 : L'Odyssée du Hindenburg (The Hindenburg) : Boerth
- 1976 : Independence (court métrage) : Benjamin Rush
- 1977 : À la recherche de Mister Goodbar (Looking for Mr. Goodbar) : James
- 1984 : SOS Fantômes (Ghostbusters) : Walter Peck
- 1985 : Profession : Génie (Real Genius) : Pr Jerry Hathaway
- 1986 : Sans pitié (No Mercy) : Allan Deveneux
- 1988 : Piège de cristal (Die Hard) de John McTiernan : Richard Thornburg
- 1990 : 58 Minutes pour vivre (Die Hard 2) : Richard Thornburg
- 1990 : Grim Prairie Tales: Hit the Trail... to Terror : Arthur
- 1991 : L'embrouille est dans le sac (Oscar) : Overton
- 1993 : L'Affaire Pélican (The Pelican Brief) : Bob Gminski
- 1994 : Innocents et coupables (en) (Saints and Sinners) : Terence McCone
- 1994 : Frank & Jesse : Allan Pinkerton
- 1996 : Bio-Dome de Jason Bloom : Dr Noah Faulkner
- 1997 : Les Seigneurs de Harlem (Hoodlum) : Thomas Dewey
- 1997 : Pouvoir absolu (Executive Power) (vidéo) : président John Fields
- 1997 : Mad City : Malt Dohlen
- 1998 : Michael Kael contre la World News Company : James Denit
- 1999 : The Stranger : Arthur
- 2000 : The Crow 3: Salvation (The Crow: Salvation) : Nathan Randall
- 2001 : Burning Down the House : Arthur Kranston
- 2001 : Mon copain Mac, héros des étoiles (Race to Space) : Ralph Stanton
- 2003 : Le Dernier Samouraï (The Last Samurai) : Winchester Rep
- 2003 : Viens voir papa ! (Who's Your Daddy?) (vidéo) : Uncle Duncan Mack
- 2005 : Piège au soleil levant (Into the Sun) : agent Block
- 2005 : Headspace : Dr Ira Gold
- 2007 : Kush (en) : King
- 2007 : Hacia la oscuridad : John
- 2007 : Totally Baked (segment "FunOnion Boardroom") : M. Lyle Funion
- 2007 : The Girl Next Door : David Moran adulte
- 2008 : Black Crescent Moon : Jo Dexton
- 2010 : The Kane Files: Life of Trial : Daniel Morgan
- 2012 : Tim et Eric, le film qui valait un milliard (Tim and Eric's Billion Dollar Movie) : Earle Swinter
- 2012 : The Citizen (en) : Winston
- 2013 : Getting Back to Zero :
- 2014 : Jinn (en) : Father Westhoff
- 2017 : Lowlifes :
- 2017 : Clinical : Terry
- 2024 : SOS Fantômes : La Menace de glace (Ghostbusters: Frozen Empire) : Walter Peck

### Télévision

#### Téléfilms
- 1981 : The House of Mirth : Lawrence Selde
- 1981 : A Single Light :
- 1982 : L'Enfant de demain (Tomorrow's Child) : Jim Spence
- 1983 : Malibu : Stan Harvey
- 1986 : A Fight for Jenny : Michael Rosen
- 1988 : Intrigue : Doggett
- 1990 : Enterré vivant (Buried Alive) : Cortland "Cort" van Owen
- 1992 : Diagnostic : Meurtre (en) (Diagnosis Murder) : Eric Walker
- 1992 : Une amitié sacrée (Chrome Soldiers) : shérif Blackwell
- 1995 : Le Dernier Fléau (Virus) : Dr Reginald Holloway
- 1995 : Justice vénale (Broken Trust) : Roemer
- 1996 : Raven Hawk : Philip Thorne
- 1999 : Dorothy Dandridge (Introducing Dorothy Dandridge) : Darryl Zanuck
- 2004 : La Rose noire (Gone But Not Forgotten) : sénateur Ray Colby
- 2008 : Strokes : Richard McBride
- 2008 : Aces 'N' Eights : Howard
- 2008 : Ghouls : Stefan
- 2012 : Jersey Shore Shark Attack : Dolan

#### Séries télévisées
- 1978 : Colorado (Centennial) (mini-série) (10 épisodes) : Jim Lloyd
- 1985 - 1987 : La Cinquième Dimension (The Twilight Zone) :
  - (saison 1, épisode 13a : Croyez-vous encore au Père Noël ?) : Mr. Dundee
  - (saison 2, épisode 32a : La Carte de la dernière chance) : Brian Wolfe
- 1985 - 1991 : Arabesque (Murder, She Wrote) :
  - (saison 2, épisode 03 : Meurtre en matinée) : Larry Holleran
  - (saison 3, épisode 22 : Meurtre en seize pistes) : Greg Dalton
  - (saison 8, épisode 06 : Le Blues de Jessica Fletcher) : Prosecutor Andy Henley
- 1987 : The Law and Harry McGraw (en)
- 1987 - 1989 : Equalizer (The Equalizer) :
  - (saison 3, épisode 01 : Terreur à New-York [1/2]) : Martin "Alpha" Loeber
  - (saison 3, épisode 02 : Terreur à New-York [2/2]) : Martin "Alpha" Loeber
  - (saison 4, épisode 14 : Dix-sept code zébra) : Gideon
- 1991 : Les Contes de la crypte (Tales from the Crypt) (saison 3, épisode 08 : La Peinture au sang) : Malcolm Mayflower
- 1996 : Nash Bridges (saison 1, épisode 08 : Témoin en danger) : Dr Linus Mills
- 1997 - 1999 : The Practice : Bobby Donnell et Associés (The Practice) : D.A. Keith Pratt
  - (saison 1, épisode 08 : Premier degré) : D.A. Pratt
  - (saison 1, épisode 09 : Sexe, Mensonges et Petits Singes) : D.A. Keith Pratt
  - (saison 4, épisode 06 : La Robe de mariée) : D.A. Keith Pratt
- 1998 : Au-delà du réel : L'aventure continue (The Outer Limits) (saison 4, épisode 14 : Vrai ou faux ?) : Franklin Murdoch
- 1999 : Chicken Soup for the Soul (épisode : A Simple Touch) : Ron
- 2001 : Les Nuits de l'étrange (Night Visions) (saison 1, épisode 19 : Le Pantin) : William Price
- 2002 - 2004 : New York, police judiciaire (Law & Order) :
  - (saison 12, épisode 20 : Camouflage) : Don Snyder
  - (saison 14, épisode 18 : Mauvaise Graine) : Dan Jensen
- 2003 : La Ligue des justiciers (Justice League) : Dr Destiny / John Dee (voix)
  - (saison 2, épisode 05 : Cauchemar [1/2])
  - (saison 2, épisode 06 : Cauchemar [2/2])
- 2005 : Boston Justice (Boston Legal) (saison 1, épisode 13 : Publicité douteuse) : A.D.A. Howard Zale
- 2006 : Stargate SG-1 (saison 9, épisode 12 : Dommage collatéral) : émissaire Varta
- 2006 : Desperate Housewives : Dr Barr
  - (saison 2, épisode 23 : Rebondissements à Wisteria Lane (1/2))
  - (saison 2, épisode 24 : Rebondissements à Wisteria Lane (2/2))
- 2007 : Numbers (Numb3rs) (saison 4, épisode 08 : Tel père...) : Warren Pierce
- 2008 : Monk (saison 7, épisode 05 : Monk boit la tasse) : commandant Whitaker
- 2008 - 2009 : Life (8 épisodes) : Mickey Rayborn
- 2010 : Lost : Les Disparus (Lost) (saison 6, épisode 07 : Professeur Linus) : principal Donald Reynolds
- 2010 : New York, unité spéciale (saison 11, épisode 18) : Ned Bogden
- 2010 : The Glades (saison 1, épisode 11 : Le Trésor du Magdalena) : Big Jack Hasker
- 2011 : Castle (saison 4, épisode 03 : Casse-tête) : Dr Ari Weiss
- 2012 : The Unknown (saison 1, épisode 01 : Résurrection) : Jim Larson
- 2012 : Workaholics (saison 3, épisode 06 : Boucherie) : Thor Holmvik
- 2013 : Childrens Hospital (saison 5, épisode 09 : Wine Tasting) : Levon Bainter
- 2013 : Defiance : Viceroy Berto Mercado
  - (saison 2, épisode 01 : Une ville sous contrôle)
  - (saison 2, épisode 06 : Pour la bonne cause)
  - (saison 2, épisode 07 : Œil pour œil)
  - (saison 2, épisode 08 : Un choix difficile)
  - (saison 2, épisode 13 : Les Clés du Kaziri)

### Jeu vidéo
- 2009 : SOS Fantômes, le jeu vidéo : Walter Peck (voix)